# بني نعيم
بني نعيم بلدة فلسطينية تتبع محافظة الخليل. تقع إلى جهة الشرق من الخليل على بعد 7 كم تقريباً وتربطها بها عدة طرق معبدة. عرفت بلدة بني نعيم في العهد الروماني باسم قرية كفار بروشا . وبعد الفتح العربي الإسلامي عرفت باسم كفر بريك ولما نزل النعيمات من عرب الحناجرة جنوبي فلسطين واستقرت طائفة منها في ناحية كفر بريك نسبت القرية إليهم، وأصبحت تعرف منذئذ باسم بني نعيم.

## الموقع
نشأت بلدة بني نعيم فوق بقعة مرتفعة من جبال الخليل تمثل الحافة الشرقية لهضبة الخليل وتعلو 970 م عن سطح البحر، تتألف من بيوت مبنية من الحجر أو من الاسمنت، ويتخذ مخططها شكل المستطيل الذي يمتد امتداداً شمالياً شرقياً– جنوبياً غربياً في محور عمراني يحاذي الطرق المؤدية إلى الخليل.
وتضم مدينة بني نعيم محالاً تجارية متناثرة بين البيوت السكنية، وفيهامساجد تزيد على ثمانية عشر مسجداً، أهمها مسجد لوط الذي ينسب إلى النبي لوط علية السلام.

## الاثار
من الآثار التي ما زالت قائمة في البلدة حتى الوقت الحاضر بقايا سور عال مربع الشكل على زواياه أبراج، لعله من بقايا الحصن الروماني. وفي جامع القرية قبر ينسب إلى النبي لوط. نقشت على اللوحة الحجرية المثبتة فوق باب المقام العبارة التالية: «بسم الله الرحمن الرحيم. جدد عمارة مقام النبي لوط السلطان الملك الظاهر برقوق خلد الله ملكه». ومن الآثار التي ما زالت قائمة في القرية إلى الآن بقايا سور عال مربع الشكل طول ضلعه يقرب من عشرين متراً.وارتفاعه يبلغ ثمانية امتار وفي اعلاه نوافذ صغيرة، وعلى زواياه أبراج، ولعله من بقايا الحصن الروماني.
وفي الوقائع الفلسطينية (ص1490) ان بني نعيم تحتوي على «مبان قديمة، وقطع معمارية في القرية، جامع النبي لوط. وتعود آثار أخرى أحدث بناء إلى عهد الملك الظاهر برقوق، وقد أقيمت لمنع غارات البدو على البلدة. تبلغ مساحة أراضي بني نعيم 71,667 دونماً، وأراضيها متوسطة الخصب تزرع فيها الحبوب والخضر في الجهات المنخفضة وبطون الأودية، والأشجار المثمرة في سفوح المنحدرات الجبلية. وأهم الأشجار المزروعة الزيتون والعنب والمشمش واللوز والتين.وتعتمد الزراعة على مياه الأمطار التي تهطل بكميات كافية للزراعة ونمو الأعشاب الطبيعية.

## التعليم
تأسست في بني نعيم مدرسة للبنين في أوائل العهد البريطاني الأسود، وفي عام 1942 المدرسة كان أعلى صفوفها الرابع الابتدائي.وفي آخر سنة من سني العهد المذكور كانت المدرسة تضم خمسة معلمين، وللمدرسة أراض واسعة استغلت مؤخرا لبناء المدارس ومبى البلدية ومكتبة البلدية ومبنى لنادي بني نعيم والهلال الأحمر
وبعد نكبة عام 1948م ارتفعت المدرسة في مستواها إلى نهاية المرحلة الإعدادية، ضمت في عام 1966 ـ 1967 المدرسي في صفوفها الابتدائية والإعدادية 536 طالباً، كما تأسست فيها مدرسة للبنات ضمت في العام المذكور 254 طالبة. وجميعهن في المرحلة الابتدائية. وفي بني نعيم اليوم عشرات المدارس لكافة المراحل الدراسية للبنين والبنات.
وفي الشمال الشرقي من بني نعيم تقع منطقة إنجاصة التي يستخرج منها حجارة جيدة للبناء تصدر للخارج. وتستخرج الحجارة أيضاً من مقالع موجودة في مناطق صرمعين وسنوت وأبو الخباز؛حيث استغلت هذة المناطق بشكل عشوائي وجائر وتوشك على نهايتها بعد أن استنفدت المناطق التي يمكن استغلالها كمقالع والتي استنفذت حجارتها.

## السكان
عدد سكان مدينة بني نعيم في عام 1922 نحو 1,179 نسمة، وازداد عددهم في عام 1931 إلى نحو 1,646 نسمة كانوا يقيمون في 320 بيتاً. وقدر عددهم في عام 1945 بنحو 2,160 نسمة، وفي تعداد 1961 وصل عددهم إلى 3,392 نسمة.ويقدر عددهم عام 1980 بأكثر من 7,000 نسمة، إلى ان وصل في العام 2007 إلى أكثر من 19,000 نسمه.

## سوق العمل
يعتمد سكان بني نعيم في معيشتهم على التجارة في الدرجة الأولى والصناعة في قطاع الحجر والرخام(شركة رخام ومقالع بني نعيم)  المعروف عربيا بالرخام الخليلي، والزراعة، وتربية المواشي.
وقد اعتاد مربي الماشية ونسبة كبيرة من اهالي البلدة النجعة بمواشيهم في أواخر فصل الشتاء إلى الأراضي الشرقية لبني نعيم التي تعرف باسم المسافر، وهي جزء من برّية بني نعيم المطلة والممتدة إلى البحر الميت. ويبقون خلال اقامتهم المؤقته هذة حتى أواخر الربيع. يقيمون في بيوت اقاموها حديثا يستخدمونها أيضا للترويح والاستمتاع بجوها النقي وربيعها الخلاب في فصل الربيع، ويقوم المزارعون بصناعة منتجات الألبان التي تعتبر عالية الجودة، ويبيعونها في أسواق مدينتهم وأسواق الخليل.
وقد انكمشت حرفة الرعي بعد عام 1948، وأخذت تحل محلها حرفة التجارة التي تأتي في المرتبة الأولى تليها الزراعة.

## الخرب
- خربة ياقين ، مسجد أو مزار يقع على بعد نحو ميلين في الجنوب من قرية بني نعيم، مرتفعاً 900 متر عن سطح البحر. وهو عبارة عن بناء مستطيل يبلغ طوله عشرة أمتار وعرضه سبعة وفي وسطه حجر صلد فيه آثار قدم. وبالقرب من المسجد مغارة في صخرة صلبة، ينزل إليها بدرج، داخلها مظلم وفي أحد جوانبها تابوت يقال إنه اقيم على قبر فاطمة بنت الحسين بن علي بن ابي طالب (ر.ع.).

ذكر هذا الموقع صاحب احسن التقاسيم (ص173): «وعلى فرسخ من حبرى جبل صغير مشرف على بحيرة «صُغر» وموضع قريات لوط. ثم مسجد بناه أبو بكر الصباحي فيه موضع مرقد إبراهيم قد غاص في القف نحو ذراع يقال إن إبراهيم لما رأى قريات لوط في الهواء رقد ثم وقال اشهد ان هذا هو الحق اليقين».
وزار هذه البقاع ابن بطوطة المتوفى عام 779 هـ: 1377 م وذكرها في رحلته (ص56) بقوله: (وبشرفي حرم الخليل تربة لوط، ، وهي على تل مرتفع يشرف منه غور الشام، وعلى قبره أبنية حسنة، وهي في بيت منها حسن البناء مبيّض ولا ستور عليه. وبالقرب من هذا المسجد قبر فاطمة بنت الحسين بن علي، عليهما السلام
- خربة عربية تقع في شمال بني نعيم. تحتوي على: «أسس، أكوام حجارة. صهاريج».

## مواقع خارجية
- بني نعيم

1. ↑  معهد الأبحاث التطبيقية- القدس (أريج)، 2009 ،دراسة التجمعات السكانية. بيت لحم- فلسطين.   [وصلة مكسورة] نسخة محفوظة 26 يناير 2020 على موقع واي باك مشين.
2. ↑  الجهاز المركزي للإحصاء الفلسطيني، 2009 ،التعداد العام للسكان والمساكن والمنشآت، 2007 .رام االله- فلسطين  نسخة محفوظة 13 سبتمبر 2017 على موقع واي باك مشين. [وصلة مكسورة]
3. ↑  GeoNames (بالإنجليزية), 2005, QID:Q830106
4. ↑  موقع مصنع الرخام نسخة محفوظة 19 سبتمبر 2010 على موقع واي باك مشين.